# US Airways Flight 1549
40°46′10.19″N 74°0′16.69″V / 40.7694972°N 74.0046361°V
US Airways Flight 1549 var en Airbus A320, som skulle flyve fra LaGuardia lufthavn i New York til Charlotte/Douglas International Airport i Charlotte 15. januar 2009. Flyet blev tvunget til at nødlande i floden Hudson River lige efter takeoff. Alle 155 om bord overlevede nødlandingen på floden takket være en fremragende præstation af piloten Chesley Sullenberger. Årsagen til nødlandingen var et sammenstød mellem en fugleflok og flyets motor, et såkaldt bird strike.